# Isabella Cascarano
Isabella Cascarano es una actriz venezolana nacida en Valencia, Estado Carabobo, Venezuela y residenciada en Los Ángeles, California, EE. UU. Cascarano ha trabajado tanto en teatro, cine como televisión, y ha servido como modelo publicitaria para diferentes firmas comerciales. En el 2011 Cascarano recibió el premio de mejor actriz en el Euro Film Festival de Marbella, España.

## Biografía
De padres inmigrantes italianos establecidos en Venezuela, Cascarano se inició como modelo en Caracas, donde fue seleccionada como uno de los Rostros Revlon de Venezuela. Tras realizar distintos comerciales de televisión, se estableció en Los Ángeles, EE. UU., donde estudió actuación con Jeremiah Comey e Ivana Chubbuck.
Como actriz profesional, Cascarano ha participado en producciones cinematográficas en EE. UU., México y Venezuela. En el 2008 participó en el largometraje mexicano La mejor lucha de Gonzalo Martínez y El Padrino II: Border Intrusion bajo la dirección del norteamericano Damian Chapa. En el 2010 viajó a Venezuela para trabajar la película Memorias de un soldado, producida por la Fundación Villa del Cine.
En el 2010 Cascarano produjo y protagonizó el cortometraje Our Vows, dirigido por el norteamericano Ryan LeMasters. Ese mismo año, la cinta fue estrenada en el Downtown Film Festival, fue selección oficial del Santa Fe Independent Film Festival 2010 y del Hollywood Film Festival de Los Ángeles entre otros festivales. La actuación de Cascarano en Our Vows fue bien recibida por la crítica especializada y en el 2011 fue galardonada como mejor actriz por su trabajo en dicha película en el Euro Film Festival celebrado en Marbella, España. En el 2012 Our Vows también fue nominada al Imagen Awards como mejor cortometraje.
En Los Ángeles Cascarano también se desempeña como conductora de televisión y eventos en vivo. Entre el 2007 y el 2010 fue la conductora del Miss Centro América y entre el 2008 y el 2011 animó el Desfile y Carnaval Centroamericano. En abril de 2008 también fue la animadora de Celebrate LA, evento multitudinario celebrado en el Rose Bowl de Los Ángeles. Cascarano también es una actriz de doblaje para las versiones en español de los programas The Bold and the Beautiful, Grey's Anatomy y Desperate Housewives.
Cascarano también sirve de Embajadora de las Olimpiadas Especiales de Venezuela y colabora con las Olimpiadas Especiales de West Side LA, la Starlight Children's Foundation y Junior Blind of America.

## Filmografía

### Cine
- 2014 - The Lookout (Raziel)
- 2012 - Bad Ass (Agata)
- 2011 - Memorias de un soldado (Sra. Díaz)
- 2010 - Our Vows (Claudia)
- 2010 - Dox E. Dog (Chihuahua/Isabella) (Dibujos animados)
- 2010 - Subhysteria (Camila)
- 2008 - El padrino II: Border Intrusión (Dominga)
- 2008 - La mejor lucha (Isabella)
- 2007 - Cum Laude (Voz de la mamá)
- 2007 - 30,000 Leagues Under the Sea
- 2006 - Carne Asada and Cold Beer
- 2005 - National Lampoons's Cattle Call

### Televisión
- 2013 - Tinga Tinga Tales (Orange Monkey) 52 episodes (Disney Junior Channel)
- 2013 - Music Spirit Show (Shinca Television)
- 2012 - Chuggington (Storm Maker) 7 episodes (Disney Junior Channel)
- 2012 - Entre Nos (Azteca América) Copresentadora
- 2011 - Traffic School (Piloto)
- 2010 - Flash Foward (ABC)
- 2009 - What They Don't Want you to Know (Gigabucks Entertainment)
- 2008 - The Nia Show (Piloto)
- 2008 - Anna Nicole Story (Nasser Entertainment)
- 2007 - Camino a la justicia (Azteca América)
- 2007 - MM Beverly Hills (Bravo TV)
- 2006 - Secretos (KRCA)
- 2003 - Roots Art and Cultural Dance Musical (Time Warner Cable)

## Teatro
- 2008 - Sin título - Armory Arts Theatre, Los Ángeles, CA. Compañía: Nueva Alma. Director: Jonh Miyasaki.
- 2007 - Boba Stories - Armory Arts Theatre, Los Ángeles, CA. Compañía: Here and Now. Director: Jonh Miyasaki.
- 2004 - Romanceros gitanos - Latino Arts Auditorium. Director: Isabella Cascarano.
- 2003 - Almas gitanas - Lincoln Center of the Arts. Director: Isabella Cascarano.
- 2002 - Flamenco Roots - Lincoln Center of the Arts. Director: Isabella Cascarano.